# 후샤
후샤(중국어 정체자: 胡夏, 병음: Hu Xia, 한자음: 호하, 1990년 3월 1일 ~ )는 중국의 가수다. 대만의 오디션 프로그램인 《초급성광대도》(超级星光大道) 시즌 6에 출연해 우승했다.

## 생애
광시에서 태어났다. 그가 19살 때, 《초급성광대도》를 참가하기 위해 대만으로 떠났다. 2010년, 그는 《초급성광대도》에서 우승했다.

## 참여 작품

### 앨범
- 胡 爱夏 (2010)
- 燃点 (2012)
- 傻瓜探戈 (Silly Tango) (2013)
- 替我照顧她 (2015

많이 알고 있는 《그 시절, 우리가 좋아했던 소녀》의 OST인 나사년 (那些年)을 불렀다.

### 영화
- 《상심동화》(2012)
- 《머니게임》(2015)
- 《좌이》(2015)

## 같이 보기
- 그 시절, 우리가 좋아했던 소녀